# Сівас (провінція)
Сіва́с (тур. Sivas) — провінція в Туреччині, розташована в регіоні Центральна Анатолія. Столиця — Сівас.
| Туреччина | Це незавершена стаття з географії Туреччини. Ви можете допомогти проєкту, виправивши або дописавши її. |